# Alibertia garapatica
Alibertia garapatica är en måreväxtart som beskrevs av Karl Moritz Schumann. Alibertia garapatica ingår i släktet Alibertia och familjen måreväxter. Inga underarter finns listade i Catalogue of Life.